# Premi de manga Shōgakukan
El premi de manga Shōgakukan és un dels més importants premis de manga al Japó, patrocinat per l'editorial Shōgakukan. Ha premiat anualment el manga serialitzat des de 1955 i acull candidats de diverses editorials.«小学館漫画賞：歴代受賞者» (en japanese).   Shogakukan. Arxivat de l'original el 2010-01-18. [Consulta: 19 agost 2007].
Les categories actuals dels premis són:
- Kodomo (児童向け部門, Jidō muke bumon)
- Shōnen (少年向け部門, Shōnen muke bumon)
- Shōjo (少女向け部門, Shōjo muke bumon)
- General (一般向け部門, Ippan muke bumon)

D'inici, hi havia un sols premi general. En 1976, la categoria general fou introduïda. La categoria de Xics i Xiques fou introduïda en 1980, llavors en 1984 fou separada en premis diferents de mangues per a xics i per a xiques. La categoria per a nens fou incorporada en 1982. De 1976 a 1989, la categoria general fou dita categoria Seinen/General (青年一般向け部門, Seinen ippan muke bumon).
Els premis especials també són de vegades lliurats per tasques destacades, l'assoliment de per vida, i així successivament.

## Destinataris
Els anys es refereixen a la data en què es va entregar els premis, per mangues publicats en l'any anteriors. Des de la 69a edició (treballs de 2023), els nominats no es divideixen per categories.

### 1956–2023
| Anys | General | Shonen                                                                              | Shojo                                                                                      | Kodomo                                                                      |
| ---- | --- | ----------------------------------------------------------------------------------- | ------------------------------------------------------------------------------------------ | --------------------------------------------------------------------------- |
| 1956 | Pūtan, Noboru Baba                                                                                                   | n/a                                                                                 | n/a                                                                                        | n/a                                                                         |
| 1957 | Oyama no ka Bachan, Eijo Ishida                                                                                      | n/a                                                                                 | n/a                                                                                        | n/a                                                                         |
| 1958 | Manga Seminar on Biology i Biiko-chan, Osamu Tezuka                                                                  | n/a                                                                                 | n/a                                                                                        | n/a                                                                         |
| 1959 | Little Black Sambo i Shiaseno Ōji, Senba Tarō                                                                        | n/a                                                                                 | n/a                                                                                        | n/a                                                                         |
| 1960 | Korisu no Bokko, Jirō Tada Bonko-chan i Fuichin-san, Toshiko Ueda (empat)                                            | n/a                                                                                 | n/a                                                                                        | n/a                                                                         |
| 1961 | n/a | n/a                                                                                 | n/a                                                                                        | n/a                                                                         |
| 1962 | Science-kun no Sekai Ryokō, Reiji Aki                                                                                | n/a                                                                                 | n/a                                                                                        | n/a                                                                         |
| 1963 | Susume Roboketto i Tebukuro Tecchan, Fujiko Fujio                                                                    | n/a                                                                                 | n/a                                                                                        | n/a                                                                         |
| 1964 | Fight Sensei i Stop! Nii-chan, Hisashi Sekitani                                                                      | n/a                                                                                 | n/a                                                                                        | n/a                                                                         |
| 1965 | Osomatsu-kun, Fujio Akatsuka                                                                                         | n/a                                                                                 | n/a                                                                                        | n/a                                                                         |
| 1966 | Baki-chan to Ganta, Kazuo Maekawa                                                                                    | n/a                                                                                 | n/a                                                                                        | n/a                                                                         |
| 1967 | n/a | n/a                                                                                 | n/a                                                                                        | n/a                                                                         |
| 1968 | Sabu to Ichi Torimono Hikae, Shotaro Ishinomori                                                                      | n/a                                                                                 | n/a                                                                                        | n/a                                                                         |
| 1969 | Animal 1 i Inakabbe Taisho, Noboru Kawasaki                                                                          | n/a                                                                                 | n/a                                                                                        | n/a                                                                         |
| 1970 | Fire!, Hideko Mizuno                                                                                                 | n/a                                                                                 | n/a                                                                                        | n/a                                                                         |
| 1971 | Glass no Shiro, Masako Watanabe Gag Ojisan i Oya Baka Tengoku, Aki Ryuzan (empat)                                    | n/a                                                                                 | n/a                                                                                        | n/a                                                                         |
| 1972 | Hana Ichimonme, Shinji Nagashima Minashigo Hutch, Tatsuo Yoshida (empat)                                             | n/a                                                                                 | n/a                                                                                        | n/a                                                                         |
| 1973 | To-chan no Kawaii Oyome-san i Hashire! Boro, Hiroshi Asuna                                                           | n/a                                                                                 | n/a                                                                                        | n/a                                                                         |
| 1974 | Otoko to Aho Kōshien i Deba to Batto, Shinji Mizushima                                                               | n/a                                                                                 | n/a                                                                                        | n/a                                                                         |
| 1975 | The Drifting Classroom, Kazuo Umezu                                                                                  | n/a                                                                                 | n/a                                                                                        | n/a                                                                         |
| 1976 | Golgo 13, Takao Saito                                                                                                | Poe no Ichizoku i They Were Eleven, Moto Hagio                                      | n/a                                                                                        | n/a                                                                         |
| 1977 | Abu-san, Shinji Mizushima                                                                                            | Captain i Play Ball, Akio Chiba Ganbare Genki, Yū Koyama (empat)                    | n/a                                                                                        | n/a                                                                         |
| 1978 | Notari Matsutaro, Tetsuya Chiba                                                                                      | Galaxy Express 999 i Senjo, Leiji Matsumoto                                         | n/a                                                                                        | n/a                                                                         |
| 1979 | Haguregumo, George Akiyama                                                                                           | Dame Oyaji, Mitsutoshi Furuya                                                       | n/a                                                                                        | n/a                                                                         |
| 1980 | Doza no Ippon Tsuri, Yusuke Aoyagi                                                                                   | To Terra... i Kaze to Ki no Uta, Keiko Takemiya                                     | To Terra... i Kaze to Ki no Uta, Keiko Takemiya                                            | n/a                                                                         |
| 1981 | Hakatakko Junjō i Gangaragan, Hōsei Hasegawa Jarinko Chie, Etsumi Haruki (empat)                                     | Urusei Yatsura, Rumiko Takahashi                                                    | Urusei Yatsura, Rumiko Takahashi                                                           | n/a                                                                         |
| 1982 | Sanchōme no Yūhi, Ryōhei Saigan                                                                                      | Dr. Slump, Akira Toriyama                                                           | Dr. Slump, Akira Toriyama                                                                  | Doraemon, Fujiko Fujio                                                      |
| 1983 | Tsuribaka Nisshi, Jūzō Yamasaki i Ken'ichi Kitami                                                                    | Miyuki i Touch, Mitsuru Adachi                                                      | Miyuki i Touch, Mitsuru Adachi                                                             | Game Center Arashi i Kon'nichiwa! Mi-com, Mitsuru Sugaya                    |
| 1984 | Hidamari no Ki, Osamu Tezuka                                                                                         | Musashi no Ken, Motoka Murakami                                                     | Kisshō Tennyo, Akimi Yoshida                                                               | Panku Ponk, Haruko Tachiiri                                                 |
| 1985 | Human Crossing, Masao Yajima i Kenshi Hirokane                                                                       | Futari Daka i Area 88, Kaoru Shintani                                               | Yume no Ishibumi, Toshie Kihara                                                            | Kinnikuman, Yudetamago                                                      |
| 1986 | Bokkemon, Takashi Iwashige                                                                                           | Hatsukoi Scandal i Tobe! Jinrui II, Akira Oze                                       | Zenryaku: Milk House, Yumiko Kawahara                                                      | Asari-chan, Mayumi Muroyama                                                 |
| 1987 | Oishinbo, Tetsu Kariya i Akira Hanasaki                                                                              | Ginga: Nagareboshi Gin, Yoshihiro Takahashi                                         | Purple Eyes in the Dark, Chie Shinohara                                                    | Ganbare, Kickers!, Noriaki Nagai                                            |
| 1988 | Hotel i Manga Nihon Keizai Nyumon, Shotaro Ishinomori                                                                | Just Meet i Fuyu Monogatari, Hidenori Hara                                          | Boyfriend, Fuyumi Soryo                                                                    | Tsurupika Hagemaru, Shinbo Nomura                                           |
| 1989 | Genji Monogatari, Miyako Maki                                                                                        | B.B., Osamu Ishiwata                                                                | Fancy Dance, Reiko Okano                                                                   | Obocchama-kun, Yoshinori Kobayashi                                          |
| 1990 | Cinturó Negre, Naoki Urasawa                                                                                         | Ucchare Goshogawara, Tsuyoshi Nakaima                                               | Papa Told Me, Nanae Haruno                                                                 | Lovely Mari-chan, Kimiko Uehara                                             |
| 1991 | F, Noboru Rokuda | Mobile Police Patlabor, Masami Yūki                                                 | Crest of the Royal Family, Hosokawa Chieko Hajime-chan ga Ichiban!, Taeko Watanabe (empat) | Amaizo! Dango, Moo. Nenbei                                                  |
| 1992 | Kazoku no Shokutaku i Asunaro Hakusho, Fumi Saimon                                                                   | Ushio and Tora, Kazuhiro Fujita                                                     | Makoto Call!, Kazuko Fujita                                                                | Dojji Donbei, Tetsuhiro Koshita                                             |
| 1993 | Okami-san, Ichimaru Miyamoto kara Kimi e, Hideki Arai (empat)                                                        | Ghost Sweeper Mikami, Takashi Shiina Yaiba, Gosho Aoyama (empat)                    | Basara, Yumi Tamura                                                                        | n/a                                                                         |
| 1994 | Kaze no Daichi, Nobuhiro Sakata i Eiji Kazama                                                                        | YuYu Hakusho, Yoshihiro Togashi                                                     | Bara no Tame ni, Akemi Yoshimura                                                           | One More Jump, Michiyo Akaishi                                              |
| 1995 | Bokkō, Hideki Mori                                                                                                   | Slam Dunk, Takehiko Inoue                                                           | Aka-chan to Boku, Marimo Ragawa                                                            | Ore wa Otoko Da! Kunio-kun, Kōsaku Anakubo                                  |
| 1996 | Ron, Motoka Murakami Gallery Fake i Tarō, Fujihiko Hosono (empat)                                                    | Major, Takuya Mitsuda                                                               | Boys Over Flowers, Yoko Kamio                                                              | Kocchi Muite! Miiko, Eriko Ono                                              |
| 1997 | Gekka no Kishi, Junichi Nōjō                                                                                         | Firefighter! Daigo of Fire Company M, Masahito Soda                                 | Kanon, Chiho Saito                                                                         | Midori no Makibaō, Tsunomaru                                                |
| 1998 | Azumi, Yū Koyama | Ganba! Fly High, Shinji Morisue i Hiroyuki Kikuta                                   | Ceres, Celestial Legend, Yuu Watase                                                        | Ninpen Manmaru, Mikio Igarashi                                              |
| 1999 | Aji Ichi Monme, Zenta Abe i Yoshimi Kurata                                                                           | Project ARMS, Kyoichi Nanatsuki i Ryōji Minagawa                                    | Angel Lip, Kiyoko Arai                                                                     | n/a                                                                         |
| 2000 | n/a | Monkey Turn, Katsutoshi Kawai Hikaru no Go, Yumi Hotta i Takeshi Obata (empat)      | Bara-Iro no Ashita, Ryo Ikuemi                                                             | Taro the Space Alien, Yasunari Nadotoshi                                    |
| 2001 | Monster, Naoki Urasawa                                                                                               | Detective Conan, Gosho Aoyama Cheeky Angel, Hiroyuki Nishimori (empat)              | Red River, Chie Shinohara                                                                  | Seikimatsu Leader den Takeshi!, Mitsutoshi Shimabukuro                      |
| 2002 | Heat, Buronson i Ryoichi Ikegami                                                                                     | InuYasha, Rumiko Takahashi                                                          | Kaguyahime, Reiko Shimizu Yasha, Akimi Yoshida (empat)                                     | Pukupuku Natural Circular Notice, Sayuri Tatsuyama                          |
| 2003 | 20th Century Boys, Naoki Urasawa                                                                                     | Zatch Bell!, Makoto Raiku                                                           | Nana, Ai Yazawa Kaze Hikaru, Taeko Watanabe (empat)                                        | Croket!, Manavu Kashimoto                                                   |
| 2004 | Dr. Koto Shinryojo, Takatoshi Yamada                                                                                 | Yakitate!! Japan, Takashi Hashiguchi Fullmetal Alchemist, Hiromu Arakawa (empat)    | Love★Com, Aya Nakahara                                                                     | Mirmo!, Hiromu Shinozuka                                                    |
| 2005 | Team Medical Dragon, Tarō Nogizaka i Akira Nagai                                                                     | Bleach, Tite Kubo                                                                   | Sand Chronicles, Hinako Ashihara Bokura ga Ita, Yūki Obata (empat)                         | Sgt. Frog, Mine Yoshizaki Grandpa Danger, Kazutoshi Soyama (empat)          |
| 2006 | A Spirit of the Sun, Kaiji Kawaguchi Rainbow Nisha Rokubō no Shichinin, George Abe i Masasumi Kakizaki (empat)       | Wild Life, Masato Fujisaki                                                          | Sonnanja neyo, Kaneyoshi Izumi                                                             | Animal Alley, Ryō Maekawa                                                   |
| 2007 | Bengoshi no Kuzu, Hideo Iura                                                                                         | Kekkaishi, Yellow Tanabe                                                            | 7 Seeds, Yumi Tamura                                                                       | Kirarin Revolution, An Nakahara                                             |
| 2008 | Bambino!, Tetsuji Sekiya Kurosagi, Takeshi Natsuhara i Kuromaru (empat)                                              | Daiya no Ace, Yūji Terajima                                                         | Boku no Hatsukoi o Kimi ni Sasagu, Kotomi Aoki                                             | Keshikasu-kun, Noriyuki Murase                                              |
| 2009 | Gaku: Minna no Yama, Shin'ichi Ishizuka                                                                              | Cross Game, Mitsuru Adachi                                                          | Black Bird, Kanoko Sakurakoji                                                              | Naisho no Tsubomi, Yuu Yabuuchi                                             |
| 2010 | Shinya Shokudō, Yarō Abe                                                                                             | Sket Dance, Kenta Shinohara                                                         | Machi de Uwasa no Tengu no Ko, Nao Iwamoto                                                 | Penguin no Mondai, Yūji Nagai                                               |
| 2011 | Ushijima the Loan Shark, Manabe Shōhei Uchū Kyōdai, Chūya Koyama                                                     | King Golf, Ken Sasaki and Masaki Tani                                               | Ōoku, Fumi Yoshinaga                                                                       | Yumeiro Patissiere, Natsumi Matsumoto                                       |
| 2012 | Sakamichi no Apollon, Yūki Kodama                                                                                    | Nobunaga Concerto, Ayumi Ishii                                                      | Pin to Kona, Ako Shimaki                                                                   | Inazuma Eleven, Ten'ya Yabuno                                               |
| 2013 | I Am a Hero, Kengo Hanazawa                                                                                          | Silver Spoon, Hiromu Arakawa                                                        | Piece – Kanojo no Kioku, Hinako Ashihara                                                   | Mysterious Joker, Hideyasu Takahashi                                        |
| 2014 | Mogura no Uta, Noboru Tiakahashi                                                                                     | Magi: The Labyrinth of Magic, Shinobu Ohtaka                                        | Kanojo wa Uso o Aishisugiteru, Kotomi Aoki                                                 | Zekkyō Gakkyū, Emi Ishikawa                                                 |
| 2015 | Asahinagu, Ai Kozaki Aoi Honō, Kazuhiko Shimamoto                                                                    | Be Blues! ~Ao ni Nare~, Motoyuki Tanaka                                             | Joō no Hana, Kaneyoshi Izumi                                                               | Yo-kai Watch, Noriyuki Konishi                                              |
| 2016 | Umimachi Diary, Akimi Yoshida Sunny, Taiyo Matsumoto                                                                 | Haikyū!!, Haruichi Furudate                                                         | My Love Story!!, Kazune Kawahara i Aruko                                                   | Usotsuki! Gokuō-kun, Makoto Yoshimoto                                       |
| 2017 | Blue Giant, Shinichi Ishizuka Jūhan Shuttai!, Naoko Matsuda (empat)                                                  | Mob Psycho 100, ONE                                                                 | 37.5°C no Namida, Chika Shiina                                                             | Ijime, Kaoru Igarashi                                                       |
| 2018 | Kūbo Ibuki, Kaiji Kawaguchi Koi wa Ameagari no You ni, Jun Mayuzuki (empat)                                          | The Promised Neverland, Kaiu Shirai and Posuka Demizu                               | Love Me, Love Me Not, Io Sakisaka                                                          | PriPri Chi-chan!!, Hiromu Shinozuka                                         |
| 2019 | Hibiki: Shōsetsuka ni Naru Hōhō, Mitsuharu Yanamoto Kenkō de Bunkateki na Saitei Gendo no Seikatsu, Haruko Kashiwagi | Dr. Stone, Riichiro Inagaki i Boichi                                                | Suteki na Kareshi, Kazune Kawahara                                                         | Age 12, Nao Maita                                                           |
| 2020 | Aoashi, Yūgo Kobayashi i Naohiko Ueno Kaguya-sama: Love is War, Aka Akasaka (empat)                                  | Kiyo in Kyoto, Aiko Koyama                                                          | Nagi no Oitoma, Misato Konari                                                              | My New Life as a Cat, Konomi Wagata                                         |
| 2021 | Dead Dead Demon's Dededede Destruction, Inio Asano Police in a Pod, Miko Yasu (empat)                                | Teasing Master Takagi-san, Sōichirō Yamamoto Chainsaw Man, Tatsuki Fujimoto (empat) | Yuzuki-san Chi no Yon Kyōdai, Shizuki Fujisawa                                             | Duel Masters, Shigenobu Matsumoto The Magic of Chocolate, Rino Mizuho (tie) |
| 2022 | Nigatsu no Shōsha, Shiho Takase Don't Call It Mystery, Yumi Tamura (empat)                                           | Komi-san wa, Komyushō desu, Tomohito Oda                                            | My Love Mix-Up!, Wataru Hinekure i Aruko                                                   | n/a                                                                         |
| 2023 | Medalist, Tsurumaikada                                                                                               | Call of the Night, Kotoyama Ao no Orchestra, Makoto Akui (empat)                    | Ashita, Watashi wa Dareka no Kanojo, Hinao Wono                                            | Ui × Kon, Minori Kurosaki                                                   |

### 2024-
| #    | Any                                                                             | Premiats | Referències |
| ---- | ------------------------------------------------------------------------------- | -------- | ----------- |
| 2024 | Nige Jōzu no Wakagimi Frieren: Beyond Journey's End Sūji de Asobo Toririon Gēmu | [ 15 ]   |             |